# Alt-Hoeseltsemolen
De Alt-Hoeseltsemolen is een watermolen op de Demer te Alt-Hoeselt, gelegen aan Molenstraat 98.
Deze onderslagmolen fungeerde als korenmolen.
Een zeer oude watermolen werd reeds vóór 1300 opgericht en lag iets meer stroomopwaarts van de huidige. Deze molen bestond nog in 1849 als een gebouwtje van hout en leem. Deze molen moest vaak worden stilgelegd wegens gebrek aan debiet.
Op de plaats van de huidige watermolen werd reeds in de Atlas der Buurtwegen (1844) een aantal losstaande gebouwen opgetekend, maar de huidige -bakstenen- gebouwen dateren van de 2e helft der 19e eeuw en het begin van de 20e eeuw, hoewel een interessante eiken vakwerkconstructie nog als kern aanwezig is. In 1930 werden de buitengevels gewijzigd.
Het binnenwerk en het metalen onderslagrad van de molen zijn nog intact, maar het sluiswerk is niet meer aanwezig. De molen maakt onderdeel uit van een boerderijcomplex. De molen is in particuliere handen en er bestaat een wens om deze molen op te knappen en te bewonen.
- Inventaris van het Bouwkundig Erfgoed (Vlaanderen): 822